# غوردون رامزي (سياسي)
غوردون رامزي (بالإنجليزية: Gordon Ramsay)‏ هو كاهن وكاتب عدل ‏ وسياسي أسترالي، ولد في 1964. حزبياً، نشط في حزب العمال الأسترالي. وقد انتخب عضو الجمعية التشريعية الأسترالية لمقاطعة العاصمة الأسترالية ‏ عن دائرة Ginninderra electorate ‏ (15 أكتوبر 2016 – ).